# Chris Elffers
Christiaan Jacob (Chris) Elffers (Zandvoort, 13 juni 1926 - Krimpen aan den IJssel, 20 maart 2018) was een Nederlandse beeldhouwer.

## Leven en werk
Elffers was een zoon van provinciaal ambtenaar Abraham Elffers Azn en Jacoba Johanna Boom. Hij kon door de oorlogsjaren en drie jaar vervangende dienstplicht pas in 1953 gaan studeren aan de Rijksakademie van beeldende kunsten in Amsterdam. Hij studeerde beeldhouwkunst bij de hoogleraren Mari Andriessen en Piet Esser. In 1954 kreeg hij van Esser enkele maanden studieverlof voor een belangrijke opdracht van de DRU-fabriek in Ulft. De opdracht voor het beeld de IJzergieter was verstrekt aan Theo van Reijn, die om gezondheidsredenen het werk niet kon uitvoeren. De echtgenote van Van Reijn had Chris Elffers aanbevolen als vervanger. Elffers maakte het beeld in het atelier van Van Reijn in Haarlem dat vervolgens bij bronsgieterij Stöxen in Leiden werd gegoten en in Ulft geplaatst.
Nadat hij in 1955 is getrouwd met kunstenares Ariane Stam, vestigde hij zich in een winkelpandje in het Rotterdamse Kralingen. Terwijl hij in deeltijd als beeldhouwer meewerkte aan de restauratie van de Laurenskerk, voerde hij in 1958 zijn eerste Rotterdamse opdracht uit: de vijf gevelstenen "Draagt elkander" boven de entree van het zusterhuis van het toen in aanbouw zijnde Dijkzigt Ziekenhuis van architect Den Hollander. In dat jaar kreeg hij een atelier in een voormalig schoolgebouw aan de Nesserdijk, waar ook Huib Noorlander zijn werkplaats en bronsgieterij had. Naast zijn vrije werk voerde hij hier ook een aantal grotere opdrachten uit, die hij eigenhandig in brons of in keramiek uitvoerde. Zijn keramisch werk liet hij bakken bij de pottenbakkerij Zaalberg in Leiderdorp. Met zijn vijf meter hoge bronzen "Groeibeginsel" -een opdracht van het Wageningse Instituut voor Toepassing van Atoomenergie in de Landbouw (ITAL)- groeide hij letterlijk uit zijn atelier. In 1961 vestigde hij zich met zijn gezin in de boerderij Nooitgedacht Welgelegen in Krimpen aan den IJssel. Van de gemeente Rotterdam kreeg hij in 1967 de opdracht een monumentaal beeld te maken voor het winkelcentrum Hoogvliet, daar werd zijn ruim 5 meter lange beeld "Groeigemeenschap" op 9 juli 1971 onthuld.
Na zijn scheiding rond 1975 verlet hij Krimpen en pakte hij doelbewust de draad uit zijn vervangende dienstplicht weer op. Die had hij als verpleger gediend in de Rijks Psychiatrische Inrichting in Woensel. Hij trad parttime in dienst bij de Pameijer Stichting, waar hij een afdeling voor drugsverslaafden leidde. Met van een boekdrukkerij overgenomen letters en drukpersen ontwikkelde hij zich als graficus. Onder de naam Druk-Elf-Kant gaf hij enkele boekjes uit. Daarvan is één gewijd aan een van de patiënten in Woensel, Levie Schenkkan.
Na 2015 woonde hij weer in Krimpen aan den IJssel, naast de boerderij van zijn dochter Hannah en haar gezin. Hier overleed hij op 20 maart 2018 op 92-jarige leeftijd.

## Werken (selectie)
- 1954 IJzergieter, Ulft
- 1961 Acrobaat, Schiebroek
- 1962 Gezin, Rotterdam
- 1962 Groeibeginsel (Life Reborn), ITAL; 1995 campus Wageningen University & Research
- 1970 Christofoor, Hondsrug College, Emmen
- 1970 Vruchtbeginsel, Rotterdam-Ommoord
- 1971 Groeigemeenschap, Hoogvliet

## Fotogalerij

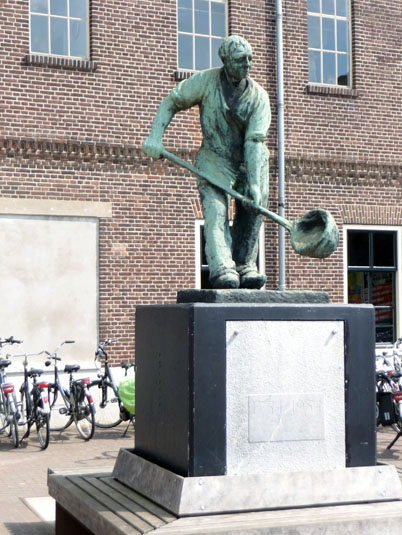
IJzergieter (1954) Ulft
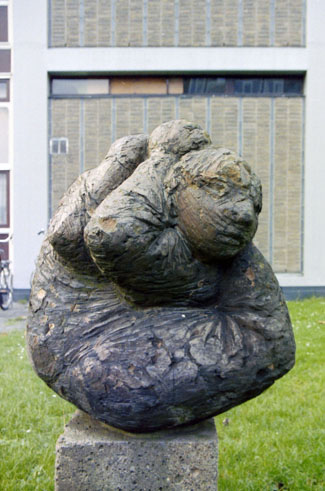
Acrobaart (1961) Rotterdam
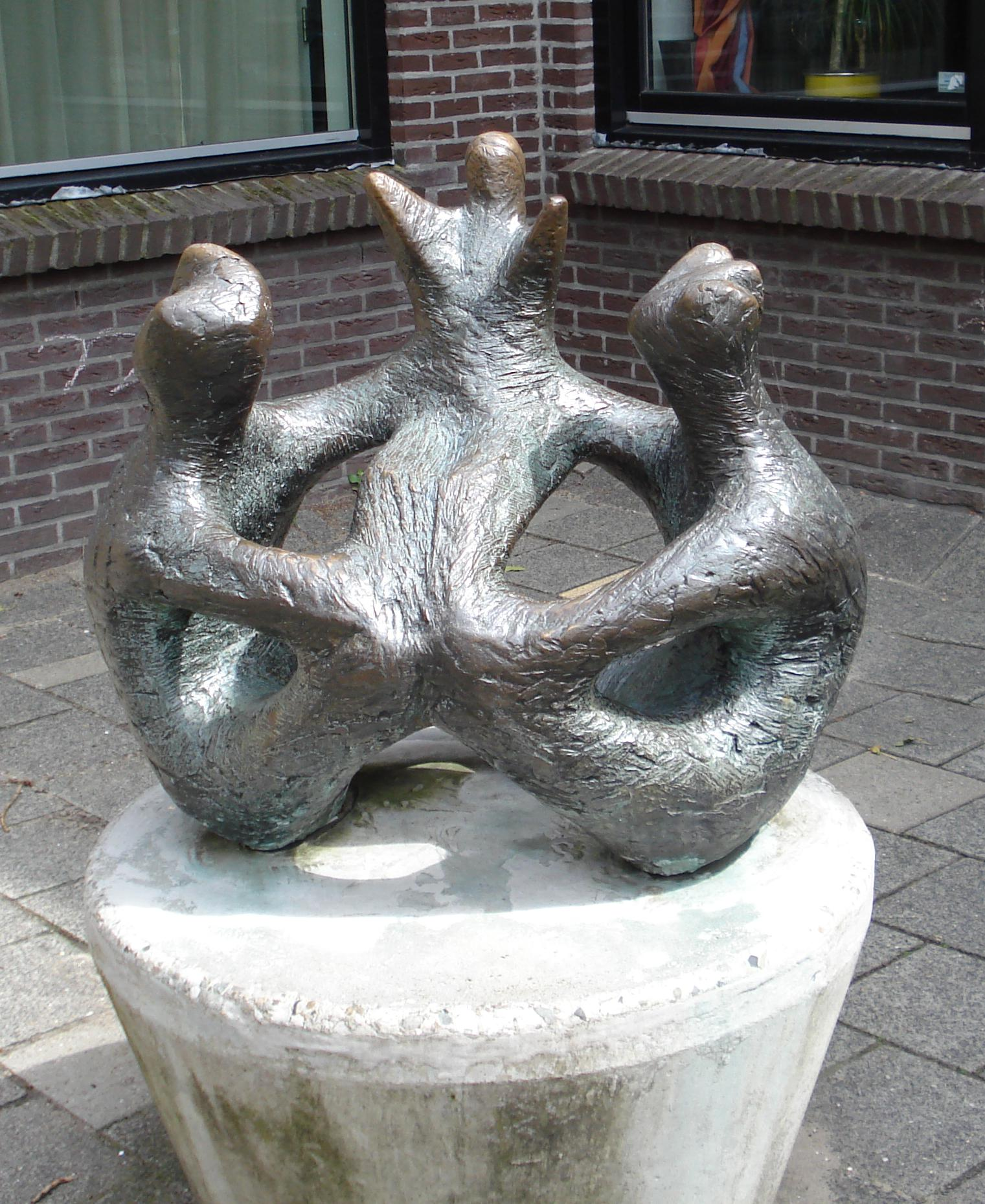
Gezin (1962), Rotterdam
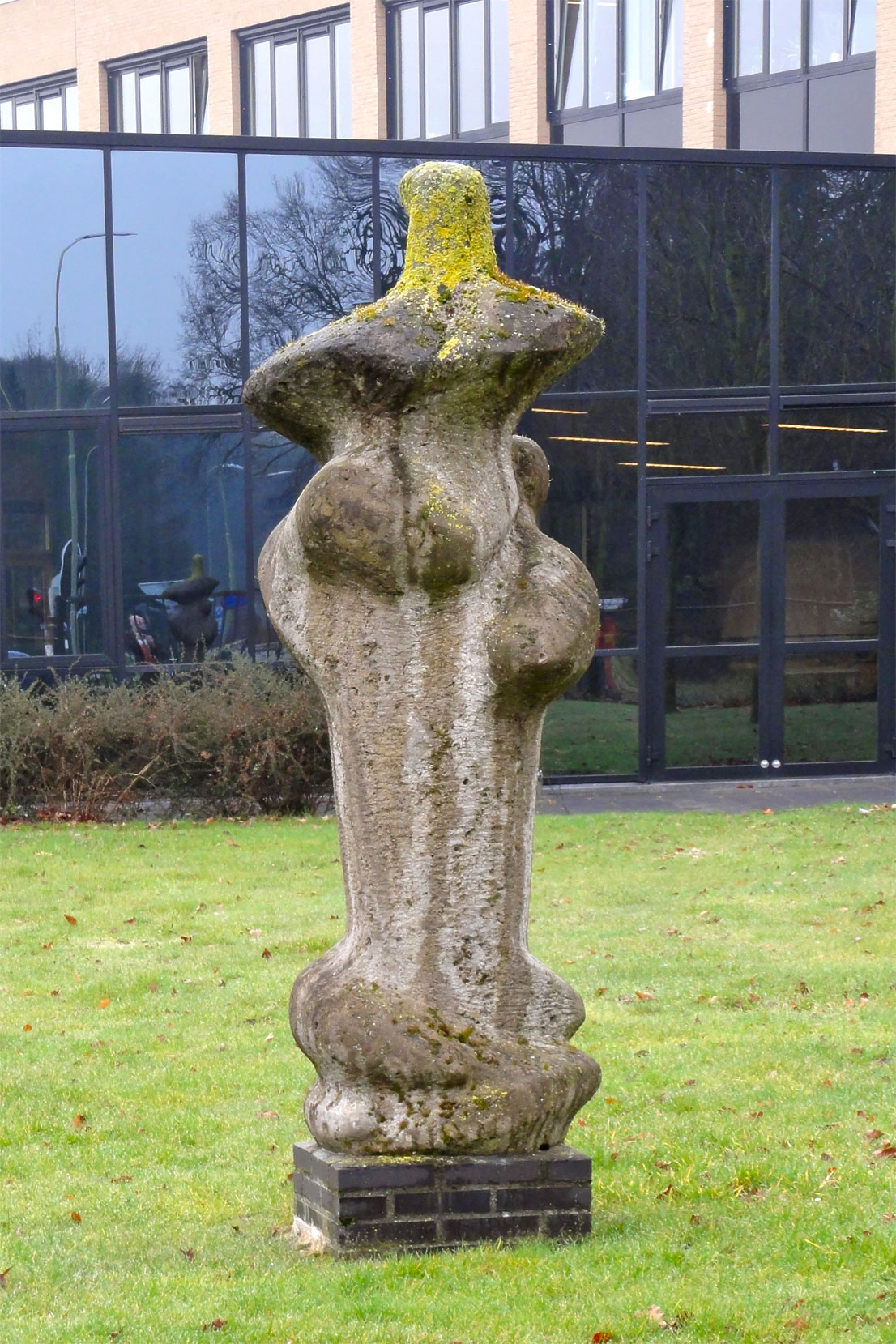
Christofoor (1970), Emmen
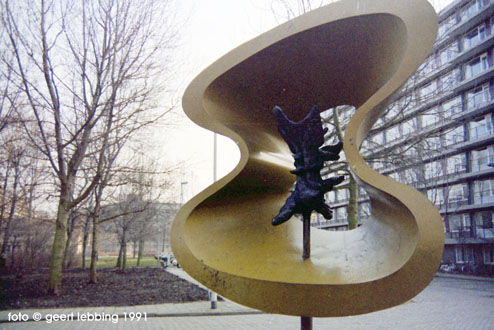
Vruchtbeginsel (1970) Rotterdam Ommoord
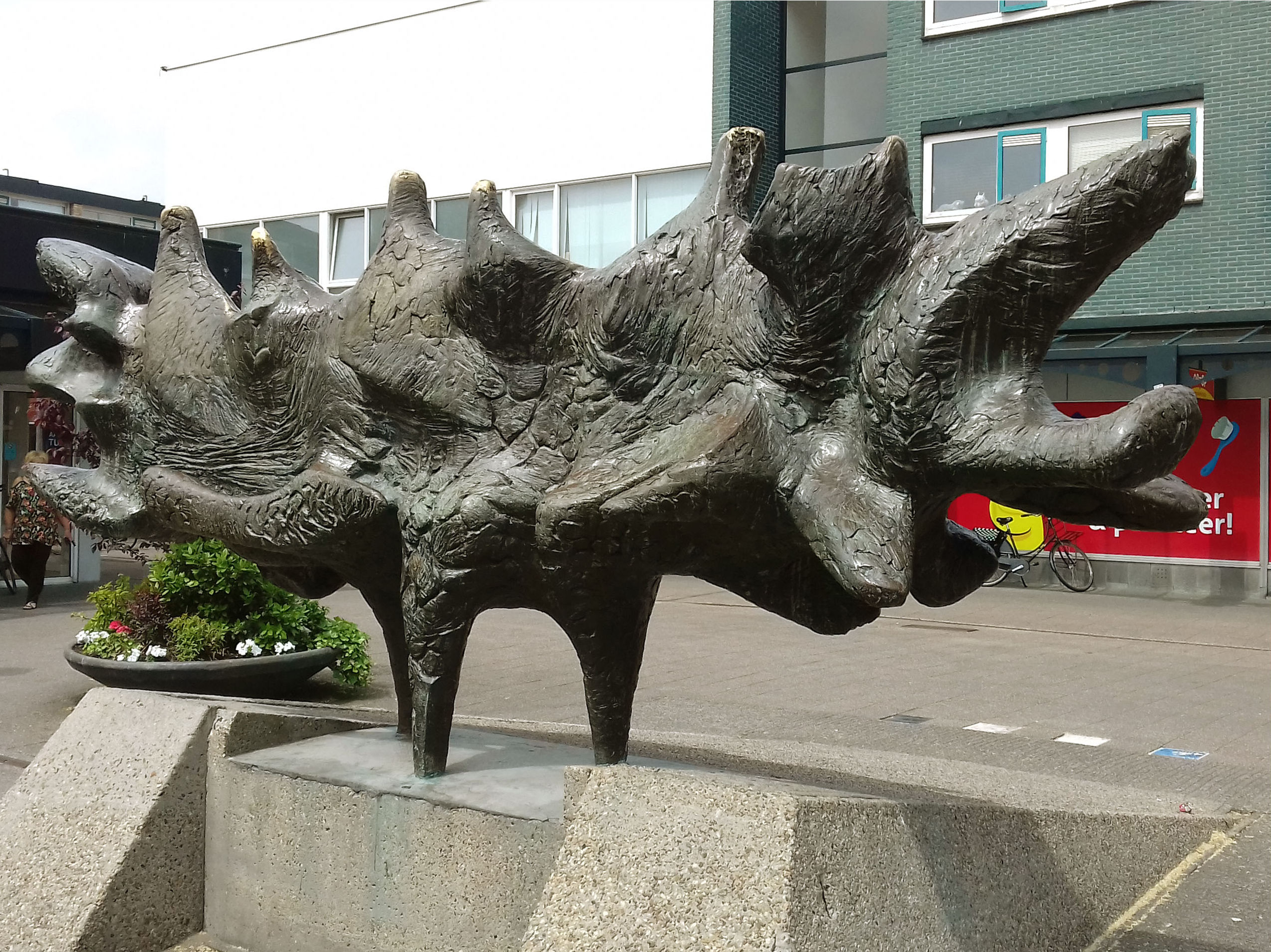
Groeigemeenschap (1971), Rotterdam Hoogvliet

- International Standard Name Identifier: 0000 0003 9395 6433
- Nederlandse Thesaurus van Auteursnamen: 17220951X
- RKD-Nederlands Instituut voor Kunstgeschiedenis: 25940
- Virtual International Authority File: 288350850
- WorldCat: E39PBJxmKqQ3JGFbYcJkMpBQMP